# Tekken Mobile
Tekken Mobile était un jeu de combat mobile de la série Tekken développé et publié par Bandai Namco Entertainment. Il est sorti dans le monde entier pour Android et iOS le 1er mars 2018. Depuis février 2019, le jeu ne peut plus être joué.

## Gameplay
Tekken Mobile est un jeu de combat tactile qui intègre des éléments gacha. Les joueurs sélectionnent des personnages à placer dans une équipe et affrontent une équipe de personnages adverses. L'objectif est de vaincre l'adversaire en utilisant une collection de "cartes Waza" (un total de neuf dans un jeu), ce qui fait que leur personnage utilise une certaine attaque en fonction de la couleur de la carte. Chaque personnage a une affinité élémentaire qui se compose soit de terre, de feu, d'eau ou de foudre. Les affinités donnent soit un avantage, soit un désavantage selon le match.
Les joueurs peuvent améliorer leurs combattants en obtenant des fragments spéciaux (communs, à rares) qui sont achetés dans des packs premium ou épiques en utilisant de l'argent réel.